# Wilkesboro
Wilkesboro es un pueblo ubicado en el condado de Wilkes en el estado estadounidense de Carolina del Norte. Es sede del condado de Wilkes. La localidad en el año 2000, tenía una población de 3.159 habitantes en una superficie de 14,3 km², con una densidad poblacional de 220,9 personas por km².

## Geografía
Wilkesboro se encuentra ubicado en las coordenadas 35°54′10″N 77°32′45″O / 35.90278, -77.54583. Según la Oficina del Censo, la localidad tiene un área total de 14,3 km² (5,5 mi²), de la cual 14,3 km² (5,5 mi²) es tierra y 0 km² (0 mi²) (0.0%) es agua.

### Localidades adyacentes
El siguiente diagrama muestra a las localidades en un radio de 12 kilómetros (7,5 mi) de Wilkesboro.

## Demografía
En el 2000 la renta per cápita promedia del hogar era de $40.982, y el ingreso promedio para una familia era de $53.335. El ingreso per cápita para la localidad era de $24.300. En 2000 los hombres tenían un ingreso per cápita de $37.931 contra $23.893 para las mujeres. Alrededor del 11.60% de la población estaba bajo el umbral de pobreza nacional.